# メティス (衛星)
メティス（英語：Metis、確定番号：Jupiter XVI）は、木星の木星内部衛星群の衛星の中で最も内側の軌道にある衛星。
1979年にボイジャー1号によって撮られた画像の中に発見され、S/1979 J3という仮符号が付けられた。メティスという名前が公式に与えられたのは1983年である。ゼウスの最初の妻でありアテーナーの母であるギリシャ神話のティーターンの1人、メーティスに因んで命名された。
メティスは木星の環の中にあり、またほぼ同じ物質でできていると推測されているため、環の素になっているかもしれないと推測されている。
小惑星帯に同じ名前の天体、(9) メティスがある。

## 発見と観測
メティスは1979年にスティーヴン・P・シノットによって、ボイジャー1号で撮られた画像の中に発見された。この時の画像ではメティスは点としてしか捉えられておらず、木星探査機ガリレオが到達するまでは詳細は不明であった。その後1998年のガリレオによる観測でメティスの表面の大部分が撮影され、この天体の組成に関する情報が得られている。

## 物理的特徴
メティスは60×40×34 kmの不規則な形状をしている。密度と質量は不明だが、同じ内部衛星であるアマルテアの平均密度(~0.86 g/cm3)と同じであると仮定した場合、質量は~3.6×1016 kgと推定される。この密度は、空隙率が10-15%の氷で構成されていると考えた場合の値である。
メティスの表面には多くのクレーターが見られ、暗く、赤っぽい色を示す。また、公転の進行方向に先行する半球と後行する半球では表面の明確な非対称性があり、先行半球は後行半球よりも1.3倍明るい。この非対称性は、メティスの速い公転速度と先行半球への頻繁な衝突により、天体内部の明るい物質(おそらくは氷)が表面に露出していることが原因だと考えられている。

## 公転と自転
メティスは潮汐固定されており、長軸を木星に向け、自転周期と公転周期が同期した状態にある。
メティスはすぐ外側の衛星アドラステアと共に木星の同期軌道より内側を公転している。すなわち公転周期が木星の自転周期より短い。そのため、潮汐力の影響によってその軌道は徐々に縮小している。アマルテアと同じ密度を仮定した場合、メティスの軌道は流体に対する木星のロッシュ限界の中にあることになる。しかしこの天体は破壊されていないため、剛体に対する木星のロッシュ限界よりは外側にあると考えられる。

## 木星の環との関係
メティスの軌道は木星の主要な環の~1000 km内側に位置しており、~500 km幅の空隙の中を公転している。この空隙は何らかの形でメティスと関連していると考えられるが、明確な関連性は明らかになっていない。
メティスは環の塵成分の一定量を供給している。木星の主要な環に含まれる塵は、隕石衝突によって木星の4つの小型の内部衛星の表面から放出される物質が由来であると考えられている。これらの衛星は低密度であるため、衛星表面と自身のヒル球の端は近い。そのため、衝突によって衛星から放出された物質は容易に衛星から脱出して周囲にばらまかれることになる。